# Prawnik z Manhattanu
Prawnik z Manhattanu (ang. Michael Hayes, 1997–1998) – amerykański serial sensacyjny stworzony przez Johna Romano i Paula Haggisa.

## Emisja
Światowa premiera serialu miała miejsce 15 września 1997 r. na kanale CBS. Ostatni odcinek został wyemitowany 15 czerwca 1998 r. W Polsce serial nadawany był w telewizji Polsat.

## Obsada
- David Caruso jako Michael Hayes (wszystkie 21 odcinków)[1]
- Ruben Santiago-Hudson jako Eddie Diaz (21)
- Jimmy Galeota jako Daniel Hayes Jr. (21)
- Mary B. Ward jako Caitlin Hayes (21)
- Peter Outerbridge jako John Manning (21)
- Hillary Danner jako Jenny Nevins (21)
- Philip Baker Hall jako William Vaughn (21)
- David Cubitt jako Danny Hayes (21)
- Rebecca Rigg jako Lindsay Straus (21)
- Stephen Clark jako reporter gazety (15)
- Allan Steele jako Sammy O. (4)
- Glenn Taranto jako Jake (4)
- Harley Venton jako agent CIA (4)
- Jodi Long jako Joan (3)
- Kevin Schini jako kelner (3)
- Helen Slater jako Julie Siegel (3)

## Spis odcinków
| N/o            | Tytuł angielski         |
| -------------- | ----------------------- |
|                |                         |
| SERIA PIERWSZA |                         |
|                |                         |
| 01             | Prequel                 |
|                |                         |
| 02             | Pilot                   |
|                |                         |
| 03             | True Blue               |
|                |                         |
| 04             | Doctor's Tale           |
|                |                         |
| 05             | Act of Contrition       |
|                |                         |
| 06             | Heroes                  |
|                |                         |
| 07             | Radio Killer            |
|                |                         |
| 08             | Death and Taxes         |
|                |                         |
| 09             | Slaves                  |
|                |                         |
| 10             | The Confidence Man      |
|                |                         |
| 11             | Retribution             |
|                |                         |
| 12             | Mob Mentality           |
|                |                         |
| 13             | Arise and Fall          |
|                |                         |
| 14             | Imagine                 |
| 15             | Imagine                 |
|                |                         |
| 16             | Under the Color of Law  |
|                |                         |
| 17             | Lawyers, Guns and Money |
|                |                         |
| 18             | Gotterdammerung         |
|                |                         |
| 19             | Power Play              |
|                |                         |
| 20             | Devotion                |
|                |                         |
| 21             | Faith                   |
|                |                         |
| 22             | Vaughn Mower            |
|                |                         |